# چلخان‌قلعه
چلخان‌قلعه (به لاتین: Çalxanqala) یا آزنابرد (به ارمنی: Ազնաբերդ) یک منطقهٔ مسکونی در جمهوری آذربایجان است که در شهرستان کنگرلی واقع شده‌است. چلخان‌قلعه ۲٬۱۴۹ نفر جمعیت دارد.